# Герлах фон Браунсхорн
Герлах фон Браунсхорн (на немски: Gerlach von Braunshorn; * 1290; † 10 декември 1361/8 март 1362) е рицар от род фон Браунсхорн в Хунсрюк.
Той е син на Йохан II фон Браунсхорн († 1347), господар на Браунсхорн и Байлщайн, и съпругата му Елизабет фон Долендорф († сл. 27 май 1339), дъщеря на Герлах II фон Долендорф-Кроненбург († 1310) и графиня Аделхайд фон Куик-Арнсберг († сл. 1281). Брат му Александер фон Браунсхорн († 1327/1328) е пропст в Мюнстермайфелд (1316), домхерр на Трир, каноник на Карден (1319 – 1327).
С Герлах фон Браунсхорн родът фон Браунсхорн измира по мъжка линия през 1362 г. Господар на Байлщайн става Куно II фон Виненбург-Байлщайн († 1394/1396), син на дъщеря му Лиза/Елизабет фон Браунсхорн († 1368).

## Фамилия
Герлах фон Браунсхорн се жени пр. 18 януари 1321 г. за Йоханета фон Оурен-Ройланд († 3 юли 1335/25 юни 1336), вдовица на Арнолд фон Ройлант-Даун († 2 февруари 1314), дъщеря на Йохан фон Оурен († 1349). Те имат една дъщеря:
- Лиза/Елизабет фон Браунсхорн († сл. 20 септември 1368), омъжена пр. 20 декември 1330 г. за Куно I фон Виненбург († 12 ноември 1338)

Герлах фон Браунсхорн се жени втори път на 27 май 1338 г. за вилдграфиня Хедвиг фон Даун-Грумбах († 1361/сл. 8 май 1365), наследничка на Вилдграфството Даун и Грумбах, вдовица на Йохан I фон Щайн († декември 1333), дъщеря на вилдграф Конрад IV фон Даун-Грумбах († сл. 1309/сл. 1327) и Хилдегард Фогт фон Хунолщайн († 1306), дъщеря на фогт и господар Николаус II фон Хунолщайн († 1315) и Беатрикс фон Хаген († сл. 1319). Те нямат деца.